# Gare de Marbache
La gare de Marbache est une gare ferroviaire française de la ligne de Frouard à Novéant, située sur le territoire de la commune de Marbache, dans le département de Meurthe-et-Moselle en région Grand Est.
Elle est mise en service en 1850 par la Compagnie du chemin de fer de Paris à Strasbourg qui devient la Compagnie des chemins de fer de l'Est en 1854. C'est une halte ferroviaire de la Société nationale des chemins de fer français (SNCF) desservie par des trains TER Grand Est.

## Situation ferroviaire
Établie à 189 m d'altitude, la gare de Marbache est située au point kilométrique (PK) 348,753 de la ligne de Frouard à Novéant, entre les gares de Pompey et de Belleville.

## Histoire
La station de Marbache est mise en service le 10 juillet 1850 par la Compagnie du chemin de fer de Paris à Strasbourg, lorsqu'elle ouvre à l'exploitation la relation de Nancy à Metz par l'embranchement vers Metz de sa ligne de Paris à Strasbourg.
Le bâtiment voyageurs, construit par l’architecte Léon Charles Grillot, est constitué de deux parties dont la différence de style témoigne d'un agrandissement, sans doute après 1903.
- Le bâtiment d'origine : une gare de 4e classe un bâtiment étroit à deux étages sous toit en bâtière comportant quatre travées (trois à l'origine[3]) avec un bandeau de pierre de taille séparant les deux étages et des pilastres entre chaque travée[4].
- Un bâtiment bas, nettement plus large et accolé au premier, de trois travées sous toiture à croupe[4] avec un soubassement en pierre et plusieurs détails typiques des gares modernes de la Compagnie de l'Est.

Les bâtiments voyageurs construits à Marbache et Dieulouard étaient identiques à l'origine. Leur agrandissement s'est fait selon le même principe avec cependant une différence au niveau du raccord avec la partie basse.
La gare de Marbache possédait aussi une halle à marchandises qui a désormais été détruite.
À l'occasion de la rénovation de la gare, les quais ont été refaits et une passerelle a été construite à la hauteur de l'ancienne halle à marchandises. Le bâtiment a depuis été fermé aux voyageurs.

## Fréquentation
De 2015 à 2024, selon les estimations de la SNCF, la fréquentation annuelle de la gare s'élève aux nombres indiqués dans le tableau ci-dessous.
| Année     | 2015   | 2016   | 2017   | 2018   | 2019   | 2020   | 2021   | 2022   | 2023   | 2024   |
| --------- | ------ | ------ | ------ | ------ | ------ | ------ | ------ | ------ | ------ | ------ |
| Voyageurs | 16 503 | 14 137 | 15 930 | 17 978 | 19 855 | 15 271 | 19 328 | 24 767 | 26 885 | 29 652 |

## Service des voyageurs

### Accueil
Halte SNCF, c'est un point d'arrêt non géré (PANG) à accès libre.
Une passerelle permet la traversée des voies et le passage d'un quai à l'autre.

### Desserte
Marbache est desservie par les trains TER Grand Est qui effectuent des missions entre les gares : de Nancy-Ville et de Metz-Ville, ou de Luxembourg.

### Intermodalité
Le stationnement des véhicules est possible à proximité.